# Salvatore Tripoli
Salvatore Peter „Al” Tripoli (ur. 5 grudnia 1904 w Nowym Jorku, zm. 7 marca 1990 w Yonkers) – amerykański bokser wagi koguciej. W 1924 roku na letnich igrzyskach olimpijskich w Paryżu zdobył srebrny medal.